# فرنك سولوتورن
فرنك سولوتورن هو عملة كانتون سولوتورن السويسري بين 1798 و1850. قسم إلى 10 باتزن وكل منها إلى 4 كرويتزر أو 10 رابن.
كان الفرنك السويسري عملة الجمهورية الهلفتيكية منذ 1798.توقفت الجمهورية عن إصدار العملات في 1803. قامت سولوتورن بإصدار عملتها الخاصة بين 1805 و1830. في 1850، قدم الفرنك السويسري حيث 1½ فرنك سويسري = 1 فرنك سولوتورن.

## القطع المعدنية
صدرت قطع بيلون من فئات 1 و2½ و5 رابن و1 باتزن وقطع فضية من فئة 5 باتزن و1 و4 فرنك وذهبية من فئات 8 و16 و32 فرنك. بينما 2½ رابن تعادل 1 كرويتزر.